# Yum! Brands
Yum! Brands, Inc. (NYSE: YUM) er en amerikansk multinational fastfoodvirksomhed, der er baseret i Louisville, Kentucky. Yum! driver fastfoodkæder som KFC, Pizza Hut, Taco Bell og The Habit Burger Grill, med undtagelse af i Kina, der drives af virksomheden Yum China. Yum! ejede tidligere Long John Silver's og A&W Restaurants. Yum! Brands blev etableret i 1997, ved et spin-off fra PepsiCo.
De har 53.424 restauranter (2.859 koncernejede og 40.758 franchise-drevne i 135 lande.